# Rocha Peixoto
António Augusto da Rocha Peixoto (n. Póvoa de Varzim, 18 de mayo de 1866-Matosinhos, 2 de mayo de 1909) fue naturalista, etnólogo y arqueólogo portugués.
En 1891, dirigiría la «Revista de Portugal» fundada por su paisano Eça de Queirós y organizó el Gabinete de Mineralogía, Geología y Paleontología de la Academia Politécnica do Porto (actual Universidad de Oporto). Colaboró en otros periódicos y revistas y dirigió la Biblioteca Pública y Museo Municipal de Oporto. En su tierra natal descubrió la cividade de Terroso y remodeló el ayuntamiento. Dos semanas después de morir, el cuerpo fue transferido del cementerio de Agramonte en Oporto al de Póvoa.